# Galaxea fascicularis
Galaxea fascicularis là một loài san hô trong họ Oculinidae. Loài này được Linnaeus mô tả khoa học năm 1767.

## Hình ảnh

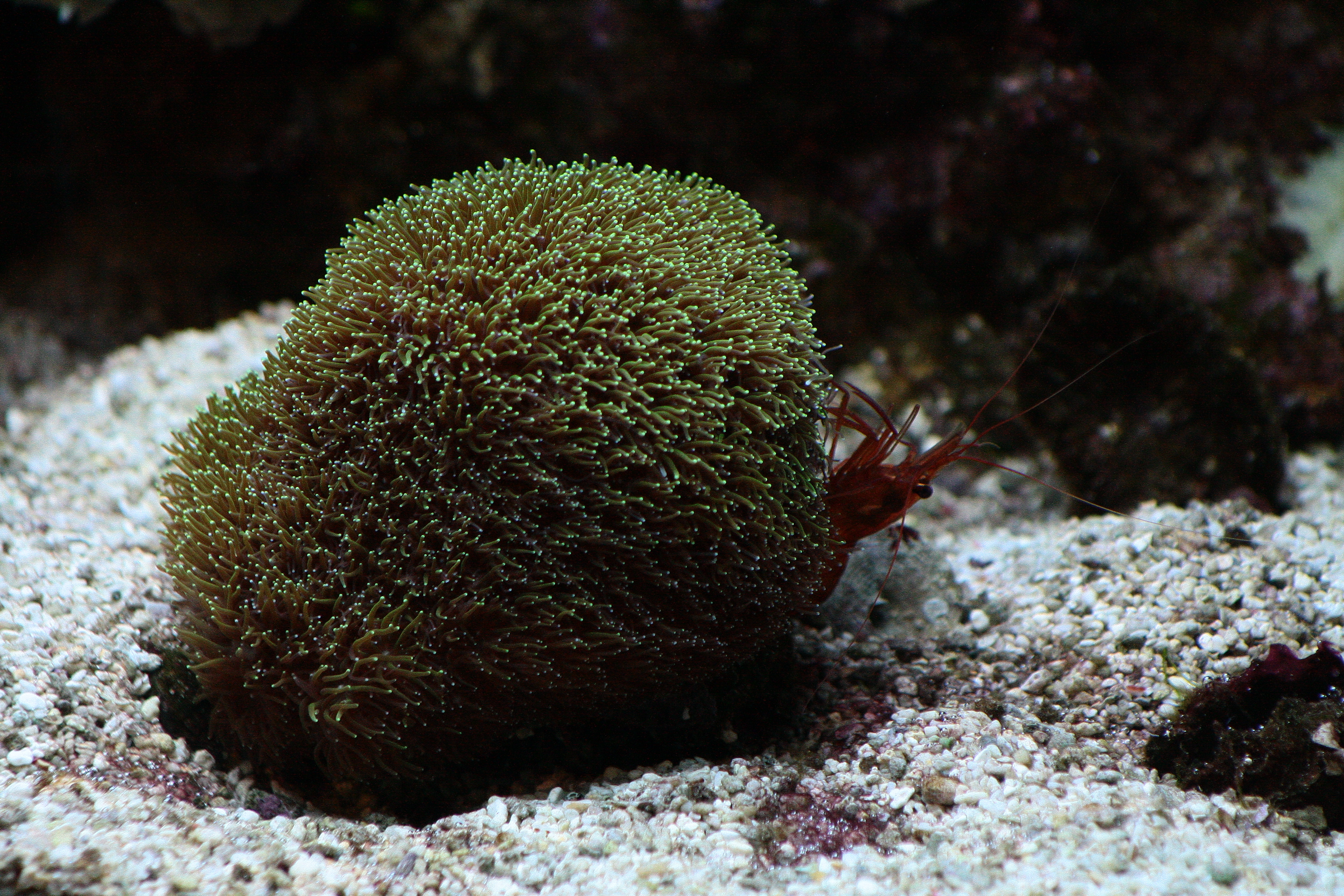
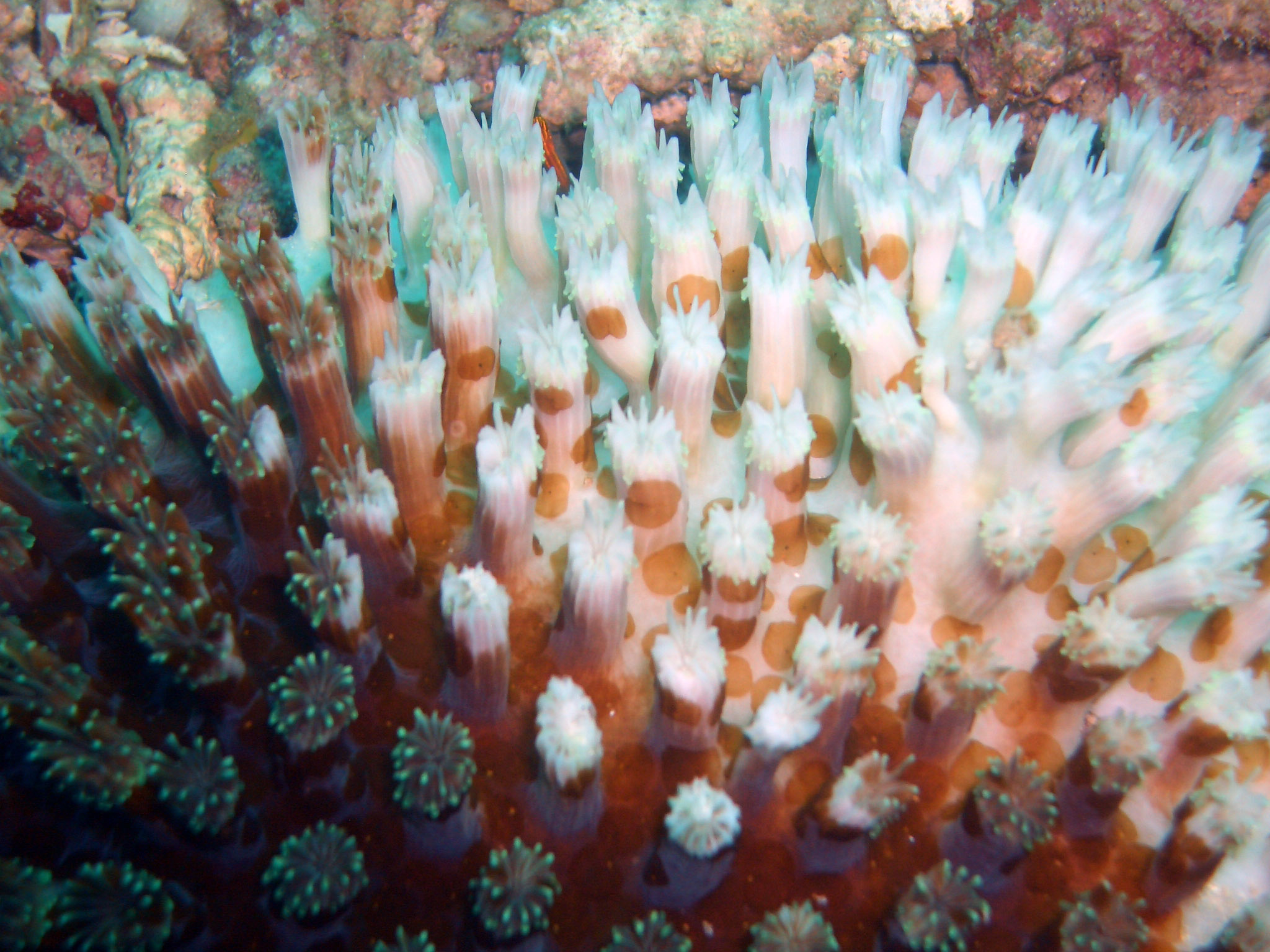
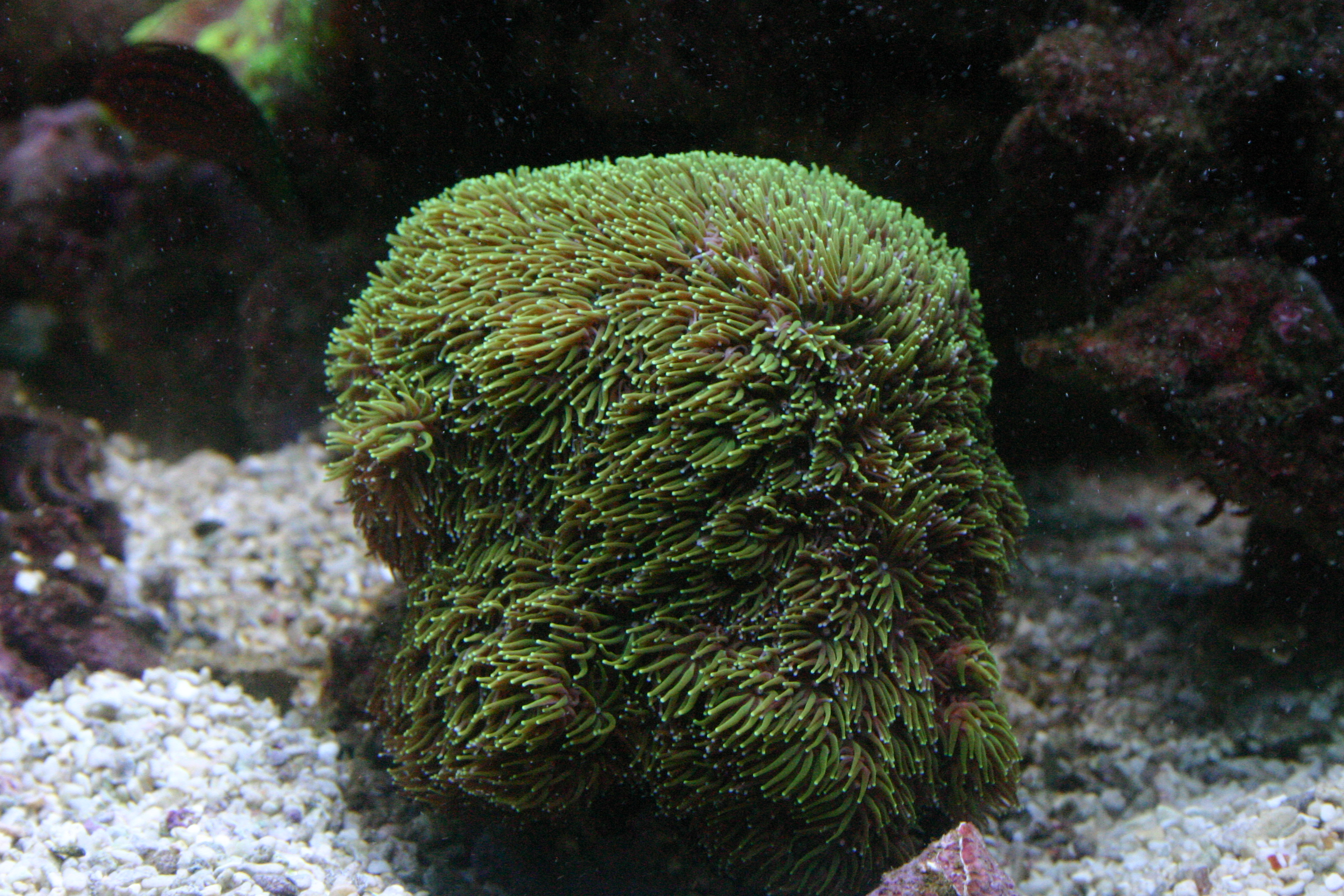
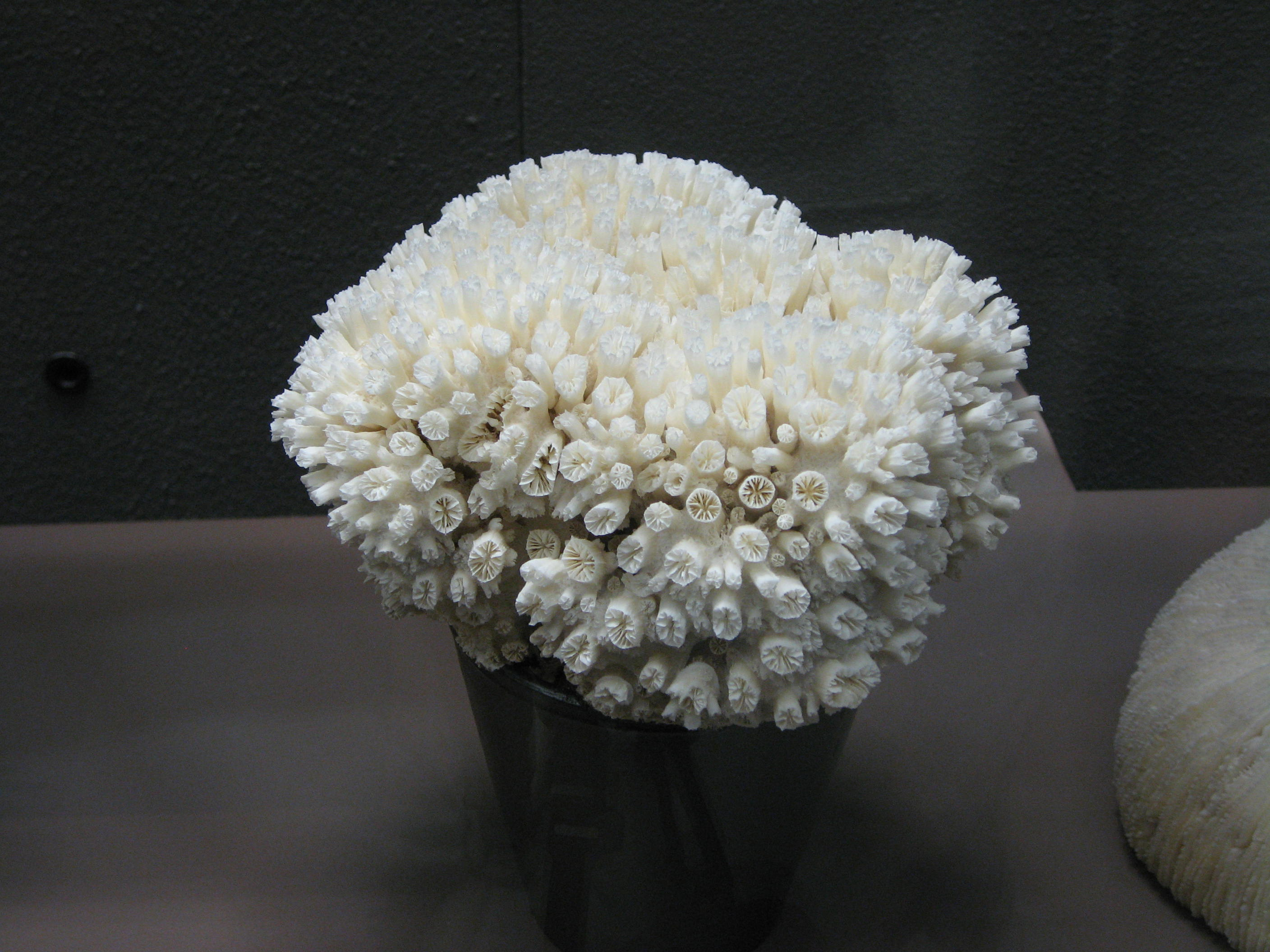